# Pascal Angan
Jean Louis Pascal Angan (Odienné, 19 aprile 1986) è un ex calciatore beninese, di ruolo centrocampista.

## Carriera

### Club
Ha giocato nel campionato ivoriano, beninese, algerino, marocchino, kuwaitiano e nordcipriota.

### Nazionale
Con la maglia della nazionale ha esordito nel 2007, collezionando 14 presenze sino al 2014.

## Palmarès

### Club

#### Competizioni nazionali
- Campionato marocchino: 1

Wydad Casablanca: 2009-2010